# Вьен, Тома
Тома́ Вьен, PC QK (фр. Thomas Vien; 19 июля 1881 года, Лозон — 18 ноября 1972 года, Монреаль) — канадский политик и юрист, сенатор (1942—1968) и депутат Палаты общин (1917—1925, 1935—1942). Председатель Сената Канады (1942—1945).

## Биография
Родился в 19 июля 1881 года в квебекском городе Лозон (ныне — часть города Леви). Окончил Королевский военный колледж Канады в Кингстоне, затем изучал право в коллеже Леви и в Университете Лаваля. С 1905 года был членом Квебекской коллегии адвокатов. Работал в нескольких юридических фирмах, в частности был старшим партнёром в монреальской фирме Vien, Paré, Gould and Vien.
На федеральных выборах 1917 года впервые избран в Палату общин Канады от квебекского избирательного округа Лотбиньер как кандидат от Либеральной партии. В 1921 году был переизбран, на выборах 1925 года не баллотировался. В 1922—1923 годах занимал пост председателя Счётной комиссии Палаты общин, в 1924—1925 годах был председателем Комитета Палаты по банковским и торговым делам.
После ухода из политики вернулся к юридической практике. Также с 1925 по 1931 год он был заместителем главного комиссара Совета комиссаров железных дорог Канады.
В 1935 году Вьен вернулся в политику, одержав победу на федеральных выборах в округе Утремон. С 1936 по 1940 год он занимал пост председателя Постоянного комитета по железным дорогам, каналам и телеграфным линиям. В 1940 году был переизбран, с 1940 по 1942 годы был заместителем спикера и председателем Комитета всей палаты.
В 1942 году премьер-министр Уильям Лайон Макензи Кинг рекомендовал Тома Вьена для назначения в Сенат Канады. В Сенате Вьен представлял округ Де-Лоримье в провинции Квебек. С 1943 по 1945 год он занимал пост спикера Сената. Сенатором оставался до 1968 года, после чего подал в отставку. Умер 18 ноября 1972 года в Монреале.